# Асклепіад
Асклепіад Самоський (дав.-гр. ’Ασκληπιάδης Σάμιος) — давньогрецький поет з острова Самоса.
Син Сікела, тому іноді званий Сікелідом. Товаришував з іншим грецьким поетом Феокрітом. Його ім'ям позначені в «Антології» 39 епіграм, здебільшого еротичного характеру, з яких частина може належать іншій особі, що носила те ж саме ім'я. Видані в «Антології» його поетичні твори були перекладені на німецьку мову Гартунгом в «Die Griechischen Elegiker».
За іменем одного з давньогрецьких авторів з іменем Асклепіад названий Асклепіадів вірш. Вірш цей починається спондеєм, закінчується логаодичним розміром, а в середині має хоріямби. Асклепіадова строфа складається з двох малих асклепіадових віршів, одного ферекратеїчного і одного гліконеїчного.